# 1.º Congresso Nacional do Partido Comunista da China

O Primeiro Congresso Nacional do Partido Comunista da China foi realizado em Xangai e Jiaxing entre 23 de julho e 2 de agosto de 1921. O Congresso foi responsável por estabelecer formalmente o Partido Comunista da China. O congresso começou em um shikumen (edifício típico de Xangai) na região francesa da Concessão Internacional de Xangai (próximo da atual Xintiandi, no distrito de Huangpu). No início de junho de 1921, o holandês Henk Sneevliet, também conhecido como Ma Lin, representante da Internacional Comunista, chegou a Xangai e incitou várias células comunistas do país a se reunirem para um encontro de nível nacional. Nikolski, o representante russo da Internacional Comunista, também participou da reunião. Na época, o Partido Comunista da China possuía somente 57 membros. Notavelmente, os dois fundadores do partido não compareceram ao congresso: Chen Duxiu e Li Dazhao. A reunião foi encerrada em 30 de julho devido à perseguição da força policial da Concessão Francesa. Os delegados concordaram em transferir a reunião para um barco turístico alugado no Lago Sul, em Jiaxing. Desde 1961, o prédio da conferência em Xangai foi transformado em um museu. O Museu Revolucionário do Lago Sul em Jiaxing, localizado em uma ilha no centro do lago, foi construído em 1959. Um complexo que abriga uma série de outras exposições foi construído ao norte do Lago Sul em 2011, também como forma de celebrar o 1º Congresso. 

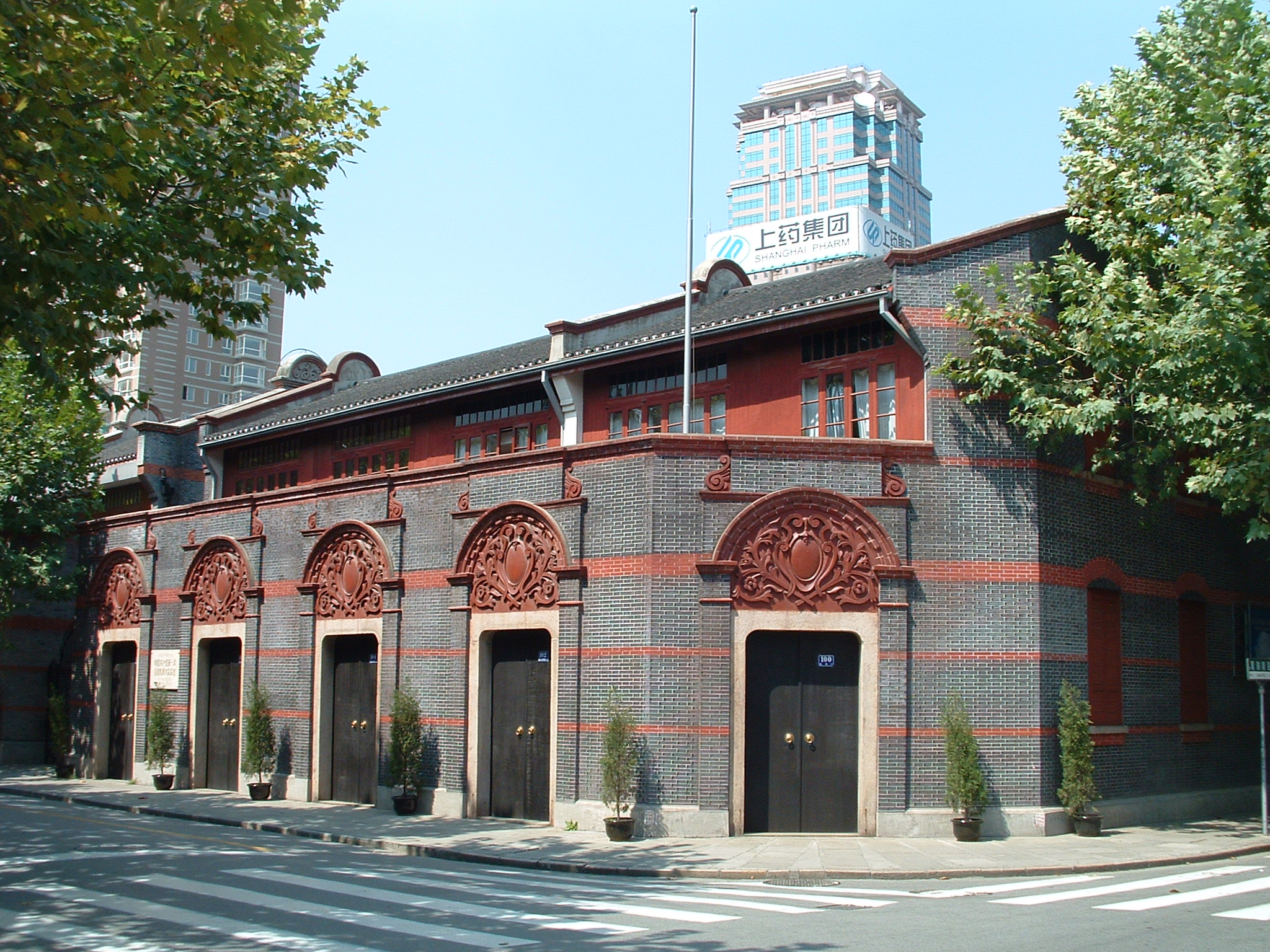
Local em que foi realizado o 1º Congresso, Xangai

## Discussão
O tópico central do congresso foi a discussão sobre o estabelecimento oficial do Partido Comunista chinês. O congresso adotou o primeiro programa do partido e decidiu nomear o partido como Partido Comunista da China. Também estabeleceu que os objetivos do partido seriam: derrubar a burguesia através do exército revolucionário do proletariado, reconstruir o país a partir das classes trabalhadoras e trabalhar para a completa eliminação das distinções de classe; estabelecer a ditadura do proletariado como forma de alcançar o objetivo final da luta de classes, isso é, a eliminação das classes; e abolir a propriedade capitalista e estabelecer a propriedade coletiva por meio do confisco de todos os meios de produção. O congresso também adotou a "Resolução sobre as Tarefas Presentes", de acordo com a qual as tarefas centrais do Partido após sua fundação seriam a organização da classe trabalhadora e orientar o movimento dos trabalhadores.

## Eleitos
O congresso elegeu Chen Duxiu como Secretário (mesmo estando ausente), Zhang Guotao como Diretor de Organização e Li Da como Diretor de Propaganda. Assim, os três passaram a formar o primeiro Birô Central (posteriormente chamado de "Politburo") do Partido Comunista da China.
Dos 13 representantes que participaram do congresso em 1921, apenas dois estariam presentes na cerimônia de proclamação da República Popular da China, 27 anos depois: Mao Zedong e Dong Biwu. Os demais acabaram sendo vítimas da guerra nas décadas que se seguiram ou deixaram o partido de uma forma ou de outra (como expulsão ou deserção, por exemplo).

## Representantes
- Li Da (Xangai)
- Li Hanjun (Xangai)
- Zhang Guotao (Pequim)
- Liu Renjing (Pequim)
- Mao Zedong (Changsha)
- He Shuheng (Changsha)
- Dong Biwu (Wuhan)
- Chen Tanqiu (Wuhan)
- Wang Jinmei (Jinan)
- Deng Enming (Jinan)
- Chen Gongbo (Cantão)

O congresso elegeu Chen Duxiu como o primeiro Secretário do Partido Comunista da China

- Zhou Fohai (representando estudantes chineses no Japão)
- Bao Huiseng (representando o ausente Chen Duxiu)

De acordo com o drama histórico chinês "A Fundação de um Partido" (2011), Chen Gongbo não compareceu ao último dia da conferência, quando a constituição do partido foi formalmente aprovada. 